# 奥平湧
奥平 湧（おくだいら ゆう、1999年5月26日 - ）は、ジャパンラグビーリーグワン三菱重工相模原ダイナボアーズに所属するラグビー選手。

## プロフィール
- 兵庫県出身。
- ポジションはウィング(WTB)、センター(CTB)、フルバック(FB)。
- 身長 188 cm、体重 95 kg
- ニックネームはゆう。
- 7人制日本代表に選ばれたことがある[2]。

## 略歴
けやき台中学校、尾道高校を経て、2018年、関西学院大学に入る。
2022年、三菱重工相模原ダイナボアーズに加入。
2024年、パリ2024五輪の7人制ラグビー日本代表内定選手に選ばれた。